# Glicopirrolato
El glicopirrolato un agente sintético anticolinérgico de amonio cuaternario sintetizado en 1960 por Bernard V. Franko y Carl D. Lunsford. Posee el número CAS 596-51-0 y fue diseñado mientras se buscaba un fármaco que tuviera los efectos terapéuticos de la atropina pero que careciera de los efectos secundarios marcados de esta.

## Descripción
El glicopirrolato es un fármaco muy polar con efecto bloqueador colinérgico igual a la atropina y que tiene un efecto antiespasmódico directo en los músculos de tipo liso.

## Usos
El glicopirrolato se usa como terapia adjunta del broncoespasmo y úlcera péptica. También se usa para bloquear los efectos muscarínicos de los fármacos anticolinesterásicos. El fármaco puede administrarse por vía oral o de modo parenteral, incluyendo la inhalación.

## Farmacología
El glicopirrolato invierte el bloqueo neuromuscular, disminuye las secreciones, bloquea los reflejos vagales y es de utilidad en la terapia coadyuvante en úlceras pépticas y otras enfermedades gastrointestinales. 

## Mecanismo de acción
El glicopirrolato neutraliza las acciones muscarínicas de la acetilcolina sobre los efectores autónomos que tienen inervación por los nervios postganglionares de tipo colinérgico. Esta acción bloquea los efectos adversos muscarínicos de los medicamentos utilizados para inhibir la enzima colinesterasa (anticolinesterásicos) que se utilizan para invertir el bloqueo neuromuscular curariforme inducido. El fármaco neutraliza los reflejos vagales cardíacos mediante un bloqueo de la inhibición vagal del nodo sinoauricular. Tiene un efecto antisialogogo de 7 horas.

## Farmacocinética
Después de la administración oral, el glicopirrolato se absorbe poco, de un 10 a un 25% de la dosis vía gastrointestinal. Por la vía inyectable, la absorción es más rápida y mayor. Las concentraciones máximas del fármaco en suero se alcanzan en poco más de media hora; aplicando el medicamento por vía intramuscular o subcutánea la acción farmacológica inicia entre 15 y 30 minutos. Si se inyecta de manera intravenosa, la acción comienza pasados 60 segundos. El glicopirrolato se distribuye rápidamente por todo el cuerpo pero su metabolismo exacto es poco conocido. La duración del efecto es de aproximadamente 7 horas cuando ha sido administrado por la vía parenteral y hasta 12 horas si se administró por la vía oral. El fármaco se excreta sin cambios por la vía renal, por las heces o la bilis.

## Uso en anestesia
El glicopirrolato no revierte los efectos en el SNC de la fisostigmina. Eleva un poco la presión intraocular y si se compara con la atropina, el glicopirrolato tiene el doble de potencia como antisialógogo produciendo menos taquicardia. Al igual que la atropina, a dosis bajas produce bradicardia paradójica por su débil efecto agonista colinérgico muscarínico periférico.

## Precauciones especiales
Existen personas que pueden ser susceptibles a la acción del glicopirrolato y sufrir de hipersensibilidad marcada al medicamento. No debe aplicarse en personas con uropatías, ya que puede exacerbar la retención urinaria. Se sabe que el fármaco empeora las condiciones de las personas con miastenia gravis, íleo paralítico, megacolon tóxico y atonía intestinal. Debe administrarse el fármaco con precaución en personas que sufren de hipertiroidismo, colitis ulcerosa, insuficiencia cardíaca congestiva, disritmias cardíacas o con hipertensión porque puede exacerbar estos trastornos y hacerlos difíciles de tratar. Tampoco debe administrarse de modo incontrolado a personas con hernia hiatal relacionada con esofagitis por reflujo dado las incidencia de trastornos de empeoramiento en estas condiciones. Se conoce que las personas mayores de 40 años son proclives a desarrollar glaucoma tras el uso de la medicación. Debe tenerse cuidado en personas a las que se les administrará el fármaco y que vivan en zonas de ambientes calientes y húmedos ya que estas están predispuestas a insolación inducida. Se conoce que tras la administración del glicopirrolato disminuye la absorción gastrointestinal de otros fármacos como el ketoconazol.

## En embarazo y lactancia
Debe evitarse el uso en embarazo ya que no hay estudios que comprueben la inocuidad del fármaco. El glicopirrolato se puede excretar en la leche materna, resultando en una posible toxicidad para el lactante. Las mujeres en este período deberán evitar el uso del fármaco. El medicamento puede disminuir la producción de leche materna.
El medicamento se suspenderá en caso de que ocurra retención urinaria, midriasis, confusión mental y piel seca, enrojecida y caliente.

## Interacciones medicamentosas
La acción de los anticolinérgicos se ve disminuida por la ingesta oral simultánea con antiácidos. Debe pasar al menos una hora entre las tomas de los diferentes agentes. La administración de otros fármacos anticolinérgicos promueve la potenciación de los efectos tóxicos de ambas drogas. Aunque tras la aplicación o ingesta del glicopirrolato disminuye la absorción gastrointestinal de otros fármacos, se sabe que la digoxina administrada en tabletas de disolución lenta aumenta sus valores en suero.
El glicopirrolato debe ser administrado con precaución en pacientes que toman suplementos con potasio, sobre todo las que están formuladas con matriz de cera, ya que puede precipitar la presencia de úlceras gastrointestinales inducidas por potasio.

## Reacciones adversas
- Del sistema nervioso central: el glicopirrolato por ser una amina cuaternaria no atraviesa la barrera hematoencefálica, no da los trastornos que producen otros anticolinergicos aminas terciarias como la atropina, escopolamina, entre ellos la confusión, amnesia, fatiga o alucinaciones.
- Cardiovasculares: El uso de glicopirrolato puede ocasionar palpitaciones, taquicardia, bradicardia paradójica e hipotensión ortostática.
- Gastrointestinales: Constipación, sequedad de la boca, vómitos, malestar epigástrico, disfagia, distensión abdominal y pérdida del gusto.
- Genitourinarios: Retención urinaria y dificultad para comenzar el acto de la micción.
- Dérmicas: Urticaria, anhidrosis (sudoración reducida).
- Oftálmicas: no produce midriasis ni ciclopejia por lo tanto no hay elevación de la presión intraocular, es de elección en pacientes con glaucoma de ángulo cerrado.
- Otras: Dolor en el sitio de inyección, fiebre y formación de tapones bronquiales.

## Sobredosis
Los efectos clínicos que indican una administración excesiva incluyen efectos periféricos como pupilas dilatadas no reactivas, visión borrosa, piel seca, caliente y enrojecida, sequedad de mucosas, hipertermia, elevación de la presión sanguínea y aumento de la respiración. El médico deberá estar atento a estos signos y síntomas para proporcionar el tratamiento sintomático según se necesite. Regularmente se requiere provocar emesis (vómito) o lavado gástrico en caso de que el paciente esté consciente. Se usa un catártico salino y carbón activado con la finalidad de evitar mayor absorción del fármaco si este fue ingerido. En casos graves puede administrarse fisostigmina para bloquear los efectos antimuscarínicos del glicopirrolato. En caso de que ocurra choque, se deben administrar los líquidos necesarios. En caso de retención urinaria puede requerirse un sondeo.

## Otras consideraciones
El glicopirrolato no debe ser mezclado en soluciones intravenosas que contengan cloruro o bicarbonato de sodio. El fármaco es incompatible con Tiopental sódico, secobarbital, pentobarbital, dimenhidrinato y Diazepam.

## Presentaciones farmacéuticas
- Tabletas de 1 y 2 mg.
- Solución inyectable de glicopirrolato 0.2 mg por ml; en frascos de 1, 2, 5 y 20 ml.